# 祖慧老師和她的夢中情人
《祖慧老師和她的夢中情人》是政治大學2011年〈專題－電影編導與實務〉課程（授課教師為易智言）的期末作業，是一部奇幻愛情劇，由新生代女導演楊婕在政大廣電系唸書時，與班上團隊共同完成。楊婕之後赴法國交換學生時，將此片投稿法國坎城影展短片角落單元，獲入選觀摩片，因此被臺灣媒體廣泛報導，是楊婕導演的成名作。
該片製作成本約八千元新台幣，之後以兩萬元新台幣的價格，將播映權賣給公共電視台。片中描述一位沉迷偶像劇的30歲英文女教師，長期以一種具有奇效的靈藥，與不同的心儀男性在夢中約會。但某天夢裡出現不是女主角心儀的對象，她卻在不情願地約會後意外愛上對方，不願從夢中醒來。故事以夢境現實難分的結局，試圖讓觀眾對選擇對象的依據有所省思。

## 劇情簡介
「夢中情人果汁」是一款神奇的靈藥，只要使用者把中意對象的照片和靈藥打入果汁機後飲用，就能夢到和對方共渡一晚的美妙約會。
祖慧老師，年過三十，單身逾三十載，迷過日劇、韓劇、偶像劇，近來則沉迷於夜夜周旋在不同的夢中情人間。相信生活充滿了浪漫就是愛，以為每晚都有人陪就不寂寞。 然而當唯美的愛情也成了一種日常生活的公式。打開門，今夜的夢中情人卻讓她意想不到…

## 參展情況
- 2011年 政大廣電大不易影展 參展
- 2012年 第六十五屆法國坎城影展短片角落觀摩片
- 2012年 UK Film Festival英國影展正式競賽 入圍

## 外部連結
- 《祖慧老師和她的夢中情人》影片（全） （页面存档备份，存于）